# شعب فون
شعب فون، أو كما يطلق عليهم اسم فون نو أو أغاديا أو داهومي، مجموعة عرقية ولغوية إفريقية رئيسية. هي أكبر مجموعة عرقية في بنين وتوجد بصفة خاصة في منطقتها الجنوبية؛ توجد أيضًا في جنوب غرب نيجيريا وتوجو. يقدر تعدادهم السكاني بنحو 3 ملايين و 500 ألف نسمة ويتحدثون لغة فون، وهي واحد من لغات اغبِه.
يتصل تاريخ شعب فون بمملكة داهومي، وهي مملكة كانت قائمة في القرن السابع عشر، لكنها تقاسمت جذورًا قديمة أكثر مع شعب آجا. كان شعب فون تقليديًا عبارة عن ثقافة من التقاليد الشفهية وكان لهم نظامي ديني قائم على الإيمان بآلهة متعددة. تمت ملاحظتهم من قبل التجار الأوروبيين في أوائل القرن التاسع عشر بسبب ممارسات أمازونات داهومي – التي مكنت نساءهم من الخدمة في الجيش، اللواتي قاتلن بعد عقود لاحقة في القوات الاستعمارية الفرنسية عام 1890.
يعيش معظم الفون اليوم في قرى وبلدات صغيرة في بيوت من الطين مع أسطح حديدية جملونية. وتضم المدن التي بناها الفون: أبومي والعاصمة التاريخية داهومي، التي أشار إليها الأوروبيون تاريخيًا باسم ساحل الرقيق. وأصبحت هذه المدن مراكز تجارية رئيسية لبيع الرقيق. كان جزء كبير من مزارع السكر في جزر الهند الغربية الفرنسية، لا سيما هايتي وجمهورية الدومينيكان وترينيداد وتوباغو، مسكنًا للعبيد الذين قدموا من ساحل الرقيق، عبر أراضي كل من شعب الإوي والفون.

## تاريخ
في حين أن المراجع والمستندات التاريخية حول الفون قبل القرن السابع عشر تعتبر ضئيلة، توجد مستندات وفيرة حولهم لما بعد القرن السابع عشر، خصوصًا تلك المكتوبة من قبل الرحالة الأوروبيين والتجار في سواحل غرب أفريقيا. تذكر هذه المذكرات كلًا من كويدا وأبومي. كان من بين أكثر النصوص رواجًا تلك التي كتبها أرشيبالد دالزل، تاجر عبيد كتب في عام 1793 الأساطير والتاريخ وممارسات تجارة الرقيق لشعب فون في كتاب بعنوان «تاريخ داهومي». شكك علماء العصر الحديث في موضوعية ودقة دالزل، وإلى أي مدى كان كتابه الرائد عن شعب فون جدليًا أم نزيهًا.
في القرن التاسع عشر وبدايات القرن العشرين، ومع ازدياد الوجود الفرنسي وبدء الحقبة الاستعمارية في بنين والمناطق المجاورة، ظهرت المزيد من الروايات التاريخية التي تشير إلى شعب فون، مثل تلك التي نشرها إدوارد فوه، وإن. سافاريو، ولو هيريسو، وإم.ج. هيرسكوفيتس، الدراسة الأنثروبولوجية عن شعب الفون عام 1938.
تشير هذه التواريخ إلى أن مملكة داهومي لشعب فون توسعت في بدايات القرن الثامن عشر، خصوصًا أثناء حكم الملك أغاجا خلال أربعينيات القرن الثامن عشر، ووصلت إلى الساحل الأطلسي من عاصمتها الداخلية أبومي. خلال تلك الفترة، بعد 200 سنة من استيطان البرتغال في أراضي شعب كونغو على الساحل الأطلسي لوسط إفريقيا في القرن السادس عشر، كانت هناك مزارع عديدة في الساحل الكاريبي والأطلسي لأمريكا الجنوبية، ما أدى إلى زيادة الطلب على العبيد من التجار الأوروبيين. كانت الأراضي المتوسعة لمملكة داهومي متوضعة بشكل يسمح لها بتوفير هذه التجارة عبر الأطلسي، ويُطرح تاريخ شعب الفون خلال القرنين الثامن عشر والتاسع عشر ضمن هذا السياق.

### العبودية في خليج بنين
لم يبتكر شعب الفون العبودية في إفريقيا، ولم يحتكروا العبودية ولا نشاط تجارة الرقيق لوحده. تعود العبودية إلى ما يسبق أصل شعب فون في مملكة أجا وتشكيل مملكة داهومي. يقول هربرت كلاين أستاذ التاريخ، بأن منطقة جنوب الصحراء الكبرى والبحر الأحمر كانت تتاجر بما بين خمسة آلاف وعشرة آلاف عبد إفريقي كل سنة بين 800 و1600 ميلادية، وكان أغلب هؤلاء العبيد من النساء والأطفال. وفقا لجون دونيلي فاج، أستاذ التاريخ المتخصص في إفريقيا، «تأسس اقتصاد الرقيق بشكل عام في غرب ووسط السودان في حوالي القرن الرابع عشر على الأقل، وانتشر بالتأكيد إلى السواحل حول السنغال وفي غينيا السفلى بحلول القرن الخامس عشر».
بحلول القرن الخامس عشر، كان حكام إمبراطورية سونغاي إلى الشمال المباشر من شعب فون، في وادي نهر النيجر، يستخدمون الآلاف من العبيد المأسورين لغرض الزراعة. ازداد الطلب بشدة على العمال العبيد لإنتاج عصير قصب السكر والقطن وزيت النخيل والتبغ وغيرها من السلع في المزارع في المستعمرات الأوروبية في جميع أنحاء العالم بين عامي 1650 و1850. كان خليج بينين يشحن العبيد في أواخر القرن السابع عشر، قبل أن يتوسع شعب الفون في مملكته للسيطرة على الخط الساحلي. دخل الحكام والتجار من شعب الفون، الذين تركزت سلطتهم على الساحل الأطلسي بين 1700 و1740 ميلادية، على هذا السوق. انقسم شعب فون حسب كيفية استجابتهم للطلب على العبيد. يقترح بعض المؤرخين أن شعب فون وحكام داهومي أعربوا عن نيتهم في الحد من تجارة الرقيق أو إنهائها، كما تقول إليزابيث هيث، لكن الأدلة التاريخية تؤكد أن ساحل بنين، بما في ذلك موانئ حكام داهومي وشعب فون، أصبح واحدًا من أكبر مصدري العبيد.
قامت مملكة داهومي، إلى جانب مملكتي بينين وأويو المجاورتين، بمداهمة العبيد وبيع أسراهم في سوق الرقيق عبر الأطلسي. زاد التنافس على الأسرى والعبيد وعائدات الحكومة بين الممالك الإفريقية من الضغوط والتبرير المتبادل. بيع الأسرى كعبيد للأوروبيين من خليج بينين (كان يدعى أيضًا بخليج العبيد)، بين القرنين الثامن عشر والتاسع عشر. كان شعب فون ضحية، وأيضًا جلّادين لجماعات عرقية أخرى. جاء بعض الأسرى من الحروب، لكن آخرين جاؤوا من الخطف المنظم ضمن المملكة أو على حدودها، إلى جانب قوافل العبيد التي جلبها التجار من داخل غرب إفريقيا. سكان مدينة داهومي في فون يسيطرون على ميناء أويدا الذي انطلقت منه العديد من سفن العبيد الأوروبية. لكن لم يكن هذا الميناء هو الوحيد في المنطقة، بل تنافس مع الموانئ التي تسيطر عليها ممالك أخرى مجاورة في خليجي بينين وبيافرا.
ترحّل شعب فون مع المجموعات العرقية المجاورة مثل شعب إيوي إلى المستعمرات الفرنسية للعمل كعبيد في مزارع الكاريبي وسواحل أمريكا الجنوبية أطلق عليهم في البداية اسم ويداه، التي كانت تعني على الأرجح أولئك الذين توجر بهم من قبل ألاده.
تطورت كلمة ويداه صوتيًا إلى رادا، وهو اسم الجماعة في غرب إفريقيا التي حمّلت سفن العبيد لتنطلق من خليج بيني، وتوجد الآن في هايتي وسانت لوسيا وترينيداد وجزر الأنتيل الفرنسية وجزر مجاورة أخرى ذات النفوذ الفرنسي. في بعض الوثائق الاستعمارية الكاريبية، توجد أيضًا تهجئات بديلة مثل رارا.
شجع تجار العبيد وأصحاب السفن في النظام الاستعماري الأوروبي على المنافسة، وزودوا الممالك المختلفة بالأسلحة التي دفعوا ثمنها عن طريق العبيد، وكذلك بنوا هياكل مثل الموانئ والحصون لتعزيز الممالك الصغيرة. في عام 1804، حظرت بريطانيا العظمى تجارة الرقيق من منطقة بياغوث في بينين، وفي عام 1826، سرى الحظر الفرنسي على شراء العبيد أو الاتجار بهم، في حين حظرت البرازيل استيراد العبيد والإتجار بهم في عام 1851. عندما توقفت صادرات العبيد، حول ملك شعب الفون صادراته إلى الزراعات لفرنسا، خصوصًا زيت النخيل، ولكنه استخدم العبيد في المزارع. لم تكن الصادرات الزراعية مربحة كما كانت صادرات الرقيق في الماضي. من أجل استعادة عائدات الدولة، قام بتأجير الموانئ في مملكته للفرنسيين من خلال اتفاقية موقعة في أواخر القرن التاسع عشر. رأى الفرنسيون الإتفاق على أنه تنازل عن الأراضي والموانئ، في حين أن مملكة داهومي لم توافق عليه. أدى النزاع إلى هجوم فرنسي في عام 1890، وضم المملكة إليها واعتبارها مستعمرة فرنسية في عام 1892. من هنا بدأ الحكم الاستعماري لشعب الفون.

## وصلات خارجية
- شعب فون على موقع الموسوعة البريطانية (الإنجليزية)
- شعب فون على موقع ميوزك برينز (الإنجليزية)